# Walter Murphy
Walter Anthony Murphy, Jr. (Nova Iorque, 19 de dezembro de 1952) é um compositor, arranjador, pianista, produtor musical e músico americano. Como reconhecimento, foi nomeado ao Oscar 2013 na categoria de Melhor Canção Orignial por "Everybody Needs a Best Friend" de Ted.